# Tom Gage
Thomas Lewis (Tom) Gage (Ithaca, 16 mei 1943 - Billings, 15 juli 2010) was een Amerikaanse kogelslingeraar uit Billings (Montana).

## Loopbaan
In de jaren zestig en zeventig behoorde Gage tien jaar lang tot de toptien van de Amerikaanse slingeraars en in 1972 was hij de nummer één. Hij won een gouden medaille op de Pan-Amerikaanse Spelen van 1967 in het Canadese Winnipeg en was finalist op de Olympische Spelen van 1972 in München, waar hij als twaalfde eindigde. Zijn persoonlijk record was 71,17 m, gevestigd in 1971.

## Titels
- Pan-Amerikaans kampioen kogelslingeren - 1967
- Amerikaans kampioen kogelslingeren - 1969

## Persoonlijke records
| Onderdeel      | Prestatie | Jaar |
| -------------- | --------- | ---- |
| kogelstoten    | 17,98 m   | 1965 |
| kogelslingeren | 71,17 m   | 1971 |

## Palmares

### kogelslingeren
- 1967:  Pan-Amerikaanse Spelen - 65,32 m
- 1969:  Amerikaanse kamp. - 69,62 m
- 1972: 12e OS - 69,50 m